# Halichoeres brasiliensis
Halichoeres brasiliensis är en fiskart som först beskrevs av Bloch, 1791.  Halichoeres brasiliensis ingår i släktet Halichoeres och familjen läppfiskar. IUCN kategoriserar arten globalt som otillräckligt studerad. Inga underarter finns listade i Catalogue of Life.